# Socket 939
Le Socket 939 a été lancé par AMD dès 2004 en réponse au Socket LGA 775 d'Intel. Il supporte la DDR, ce format a un niveau de performances équivalent à celui du format d'Intel, avec en général un avantage sur le plan du rapport puissance / prix pour les jeux.

## Caractéristiques des processeurs utilisant le socket 939
- Performances des 32 bits, compatibilité complète avec IA-32 (x86) ainsi qu'avec les applications 64 bits, utilisant le jeu d'instructions AMD64
- Adresses physiques sur 40 bits, adresses virtuelles sur 48 bits,
- Huit nouveaux registres 64 bits pour entier (seize au total),
- Huit nouveaux registres 128 bits pour le SSE/SSE2 (seize au total),
- Compatible avec le 3DNow! et le SSE2, ainsi que le SSE3 lors de l'utilisation de processeurs récents (révision E),
- Contrôleur DDR SDRAM double canal (dual channel) intégré supportant la PC3200 (« DDR400 »),
- Jusqu'à 6,4 Go/s de bande passante de mémoire,
- Bus HyperTransport pour les Entrées/Sorties : un lien 16 bits fonctionnant jusqu'à 1000 MHz,
- 64 Ko de cache L1 pour les instructions, 64 Ko de cache L1 pour les données (128 Ko L1 au total),
- 512 Ko ou 1 Mo de cache L2 (selon les versions),
- compatibilité processeurs double cœur jusqu'au A64 4800 X2 dernier produit en socket 939 (limite réelle prévue A64 6000 X2, lequel n'a existé que pour socket AM2)).

## Contexte
Les sockets AMD par ordre chronologique :
- Socket A
- Socket 754
- Socket 939
- Socket 940
- Socket AM2
- Socket F
- Socket F+
- Socket AM2+
- Socket AM3
- Socket AM3+
- Socket AM4